# Les Granges-le-Roi
Les Granges-le-Roi – miejscowość i gmina we Francji, w regionie Île-de-France, w departamencie Essonne.
Według danych na rok 1990 gminę zamieszkiwało 846 osób, a gęstość zaludnienia wynosiła 67 osób/km² (wśród 1287 gmin regionu Île-de-France Les Granges-le-Roi plasuje się na 665. miejscu pod względem liczby ludności, natomiast pod względem powierzchni na miejscu 254.).